# Quetzogonium dentatum
Quetzogonium dentatum är en kräftdjursart som först beskrevs av Winkler 1994.  Quetzogonium dentatum ingår i släktet Quetzogonium och familjen Paramunnidae. Inga underarter finns listade i Catalogue of Life.